# Колоцей, Олег
Олег Колоцей (эст. Oleg Kolotsei; 18 июня 1978, Тарту) — эстонский футболист, защитник.

## Биография
Воспитанник тартуского футбола. Во взрослом футболе дебютировал в сезоне 1993/94, сыграв один матч в высшем дивизионе Эстонии за «Меркуур» (Тарту). На следующий год продолжал играть за «Меркуур» в первой лиге. В 1995 году перешёл в «Лантану» (Таллин). Становился чемпионом Эстонии (1995/96, 1996/97), бронзовым призёром чемпионата (1997/98, 1998), финалистом Кубка страны (1996/97, 1997/98), обладателем Суперкубка Эстонии (1997). После расформирования «Лантаны» в 2000 году перешёл в «Нарва-Транс», с которым стал обладателем Кубка Эстонии 2000/01. Последние матчи провёл в конце 2003 года, затем числился в составе «Транса» (2004) и тартуской «Таммеки» (2005—2006), но не включался в заявки на матчи.
Всего в высшей лиге Эстонии сыграл 150 матчей и забил 8 голов. В составе «Лантаны» и «Транса» провёл 13 матчей и забил один гол в еврокубках (включая Кубок Интертото).
После окончания карьеры жил в Тарту, принимал участие в матчах ветеранов.